# Ремедиос-де-Эскалада (Ланус)
Ремедиос-де-Эскалада-де-Сан-Мартин (исп. Remedios de Escalada de San Martín) — город в Аргентине в провинции Буэнос-Айрес в муниципалитете Ланус. Город назван в честь Марии де лос Ремедиос-де-Эскалады, супруги национального героя Аргентины Хосе де Сан-Мартина.

## История
В 1873 году в этих местах было основано поселение Пуэбло-Эден-Архентино. В конце XIX века в Вилья-Галиндес были построены железнодорожные мастерские, а затем и железнодорожная станция, и населённый пункт стал развиваться. В 1933 году Вилья-Галиндес был переименован в Ремедиос-де-Эскалада. В 1974 году населённый пункт получил статус города.